# Ischnopteris degener
Ischnopteris degener är en fjärilsart som beskrevs av W. Warren 1905. Ischnopteris degener ingår i släktet Ischnopteris och familjen mätare. Inga underarter finns listade i Catalogue of Life.